# Гуачочи
Гуачочи (исп. Guachochi) — город в Мексике, штат Чиуауа, входит в состав одноимённого муниципалитета и является его административным центром. Численность населения, по данным переписи 2010 года, составила 14513 человек.

## Общие сведения
Название Guachochi с языка тараумара можно перевести как место цапель.
Поселение было основано в середине XVIII века миссионерами-иезуитами.